# Carlos Solchaga
Carlos Solchaga Catalán (ur. 28 maja 1944 w Tafalli) – hiszpański polityk, ekonomista i przedsiębiorca, parlamentarzysta, w latach 1982–1985 minister przemysłu i energii, w latach 1985–1993 minister gospodarki i finansów.

## Życiorys
Z wykształcenia ekonomista, w 1966 ukończył studia na Uniwersytecie Complutense w Madrycie. W 1971 został absolwentem Massachusetts Institute of Technology. Pracował w Banku Hiszpanii oraz w holdingu przemysłowym Instituto Nacional de Industria. Następnie był zatrudniony w banku BBVA, gdzie kierował działem badań i pełnił funkcję doradcy prezesa.
Zaangażował się w działalność polityczną w ramach  Hiszpańskiej Socjalistycznej Partii Robotniczej (PSOE), do której wstąpił w 1974. W latach 1979–1980 wchodził w skład rządu Kraju Basków, odpowiadając w nim za handel. Od 1980 do 1994 sprawował mandat posła do Kongresu Deputowanych I, II, III, IV i V kadencji. W grudniu 1982 został ministrem przemysłu i energii w gabinecie Felipe Gonzáleza. W lipcu 1985 przeszedł na stanowisko ministra gospodarki i finansów, które zajmował do lipca 1993. W latach 1991–1993 był także przewodniczącym komitetu tymczasowego w Międzynarodowym Funduszu Walutowym. Od 1993 do 1994 stał na czele frakcji poselskiej PSOE.
Zrezygnował później z aktywności politycznej. W latach 1994–1998 był prezesem grupy wydawniczej. W 1996 został wykładowcą ekonomii na Uniwersytecie Pompeu Fabry w Barcelonie. Założył następnie własne przedsiębiorstwo konsultingowe Solchaga Recio & Asociados. Obejmował różne funkcje w instytucjach kulturalnych, m.in. wiceprzewodniczącego rady Muzeum Królowej Zofii.